# Carlos Felipe Álvarez
Carlos Felipe Álvarez  (Barquisimeto, Lara, Venezuela, 1983. augusztus 2. –) venezuelai színész, modell.

## Élete
Carlos Felipe Álvarez 1983. augusztus 2-án született Barquisimetóban. Karrierjét 2002-ben kezdte az Édes dundi Valentína című sorozatban, ahol Aquiles Villanueva szerepét játszotta. 2007-ben a Toda una damában játszott. 2010-ben főszerepet kapott a Que el cielo me explique című telenovellában Marianela González és Mónica Spear mellett. 2011-ben Josué szerepét játszotta a La viuda jovenben.

## Filmográfia

### Telenovellák
- Dulce Amargo (2012) Jesús Andrés Aguilera (Televen)
- La viuda joven (2011) Josué Calderón Humboldt (Venevisión)
- Que el cielo me explique (2010) Santiago Robles (RCTV)
- Libres como el viento (2010) Reinaldo Torres (RCTV)
- Toda una Dama (2007) Juan Moreira (RCTV)
- Y los declaro marido y mujer (2006) Bernardo Romero (RCTV)
- Amantes (2005) Francisco (RCTV)
- Estrambótica Anastasia (2004) Nicolás Álvarez Borosfky (RCTV)
- Édes dundi Valentina (Mi gorda bella) (2002) Aquiles Villanueva Mercouri (RCTV)